# Duranus
Duranus är en kommun i departementet Alpes-Maritimes i regionen Provence-Alpes-Côte d'Azur i sydöstra Frankrike. Kommunen ligger i kantonen Levens som ligger i arrondissementet Nice. År 2022 hade Duranus 159 invånare.

## Befolkningsutveckling
Antalet invånare i kommunen Duranus
Referens: INSEE